# Скоч Андрій Володимирович
Андрій Володимирович Скоч (рос. Андрей Владимирович Скоч; народився 30 січня 1966, с. Нікольське, Московська область, РСФСР) — російський олігарх, мільярдер, депутат Думи Федеральних зборів РФ VII скл. від пропутінської партії «Єдиної Росії» — член Комітету у справах СНД і зв'язків зі співвітчизниками.
Голова Експертної ради з металургії та гірничорудної промисловості, співвласник ЗАТ "Газметалл", співвласник "Металлоинвеста" (30%, з 1999 року власник — батько підприємця Володимир Скоч), президент міжнародного фонду «Покоління». Кандидат педагогічних наук.
Зі статком у $3,9 млрд 2011 року посів 29 місце в списку 200 найбагатших бізнесменів Росії за версією Forbes. 2012 року статки Скоча склали $7,9 млрд, він піднявся на 19 рядок списку. Один з керівників Солнцевської ОЗГ.
Статки сім'ї Андрія Скоча 2021 року оцінюють у 8,8 мільярда доларів США. Посідає 21-е місце в російському списку журналу Forbes.
6 квітня 2018 року занесений до списку санкцій США серед 17 чиновників і 7 бізнесменів із Росії.

## Санкції
Через порушення територіальної цілісності та незалежності України під час російсько-української війни перебуває під персональними міжнародними санкціями різних країн.
З 23 лютого 2022 року його занесли до санкційного списку всіх країн Європейського союзу.
З 24 лютого 2022 року перебуває під санкціями Канади.
З 25 лютого 2022 року перебуває під санкціями Швейцарії.
З 26 лютого 2022 року перебуває під санкціями Австралії.
З 11 березня 2022 року перебуває під санкціями США.
З 15 березня 2022 року перебуває під санкціями Великої Британії.
З 18 березня 2022 року перебуває під санкціями Японії.
Указом президента України Володимира Зеленського з 7 вересня 2022 року перебуває під санкціями України.
З 12 жовтня 2022 року перебуває під санкціями Нової Зеландії.

### Розслідування
Був одним із депутатів Держдуми РФ, хто 22 лютого 2022 року підтримав ратифікацію "договору про дружбу, співробітництво та взаємну допомогу" між Росією й терористичними угрупованнями ЛНР та ДНР. У листопаді 2023 року заочно засуджений українським судом до 15 років позбавлення волі.